# Fiera del Mediterraneo

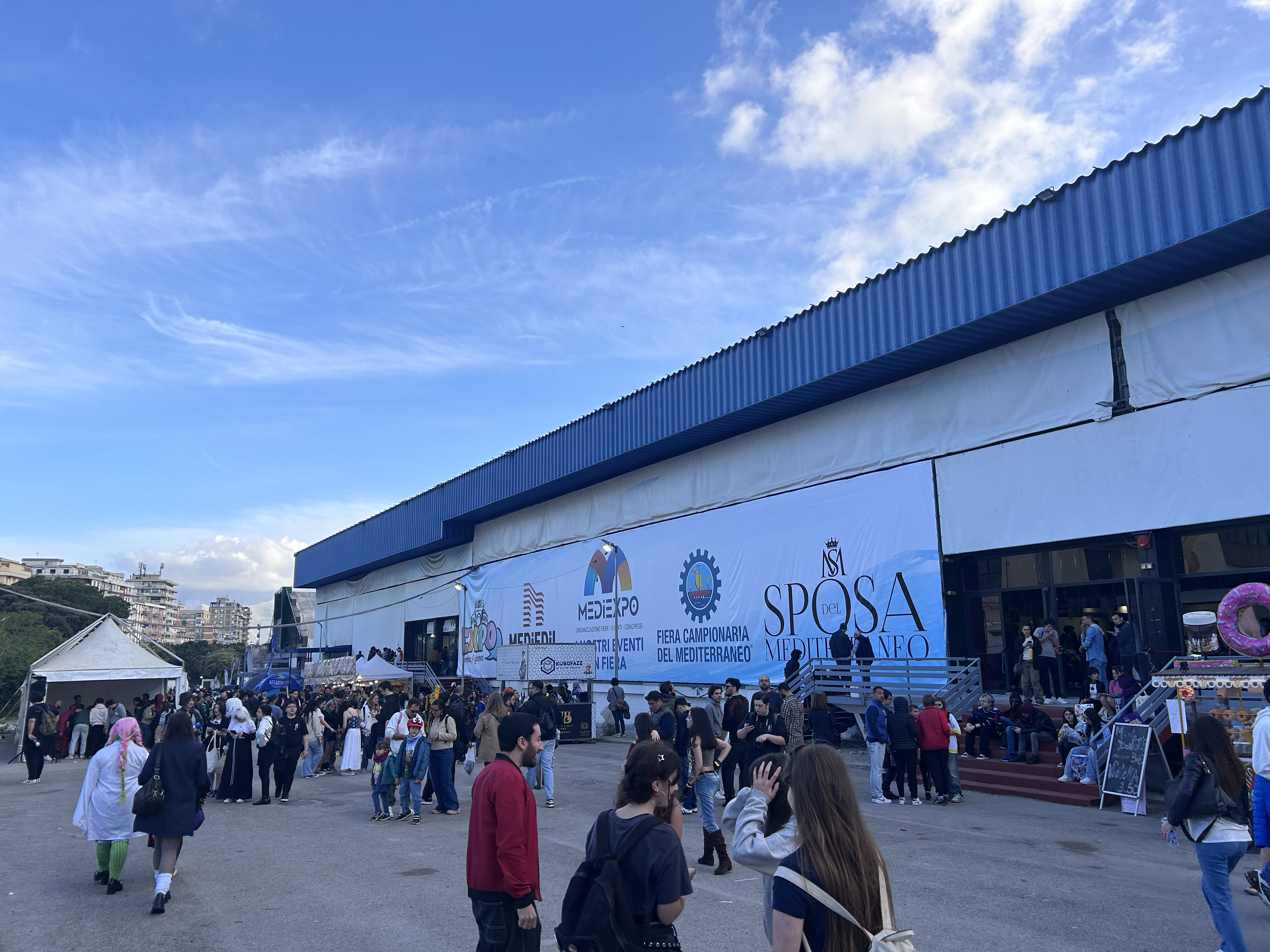
Il padiglione 20 della fiera, il principale.

La Fiera del Mediterraneo è un'area espositiva della città di Palermo, situata nel quartiere Montepellegrino.

## Storia
La fiera nasce il 23 luglio 1946 grazie a cinque i soci fondatori: il giornalista Gianni Morici, gli industriali Emanuele Maiolino, Vincenzo Ajovalasit, Gioacchino D'Anna ed Antonino Caronia. Viene creata in una zona di circa 14 ettari, di forma triangolare lontana dal centro cittadino, presso le pendici del Monte Pellegrino, presso una delle uscite del Parco della Favorita, raggiungendo nel tempo la superficie di 86.000 m².

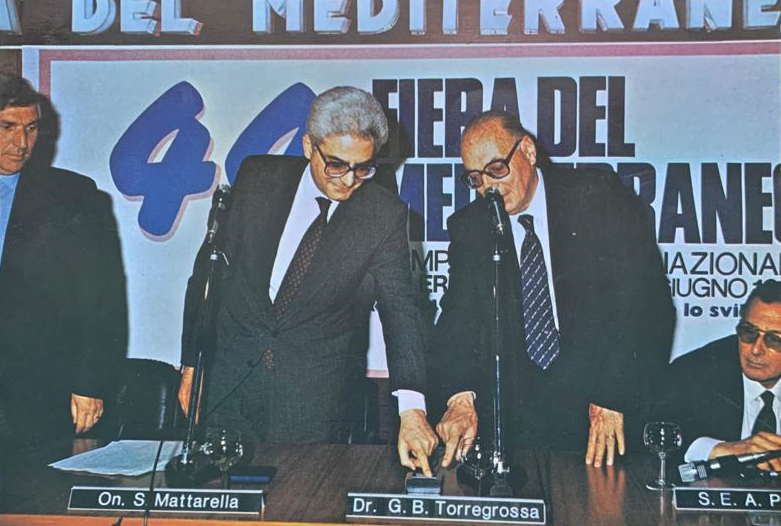
Inaugurazione della 44ª edizione della Fiera del Mediterraneo - Campionaria di Palermo (da sinistra: Sergio Mattarella, Giambattista Torregrossa)

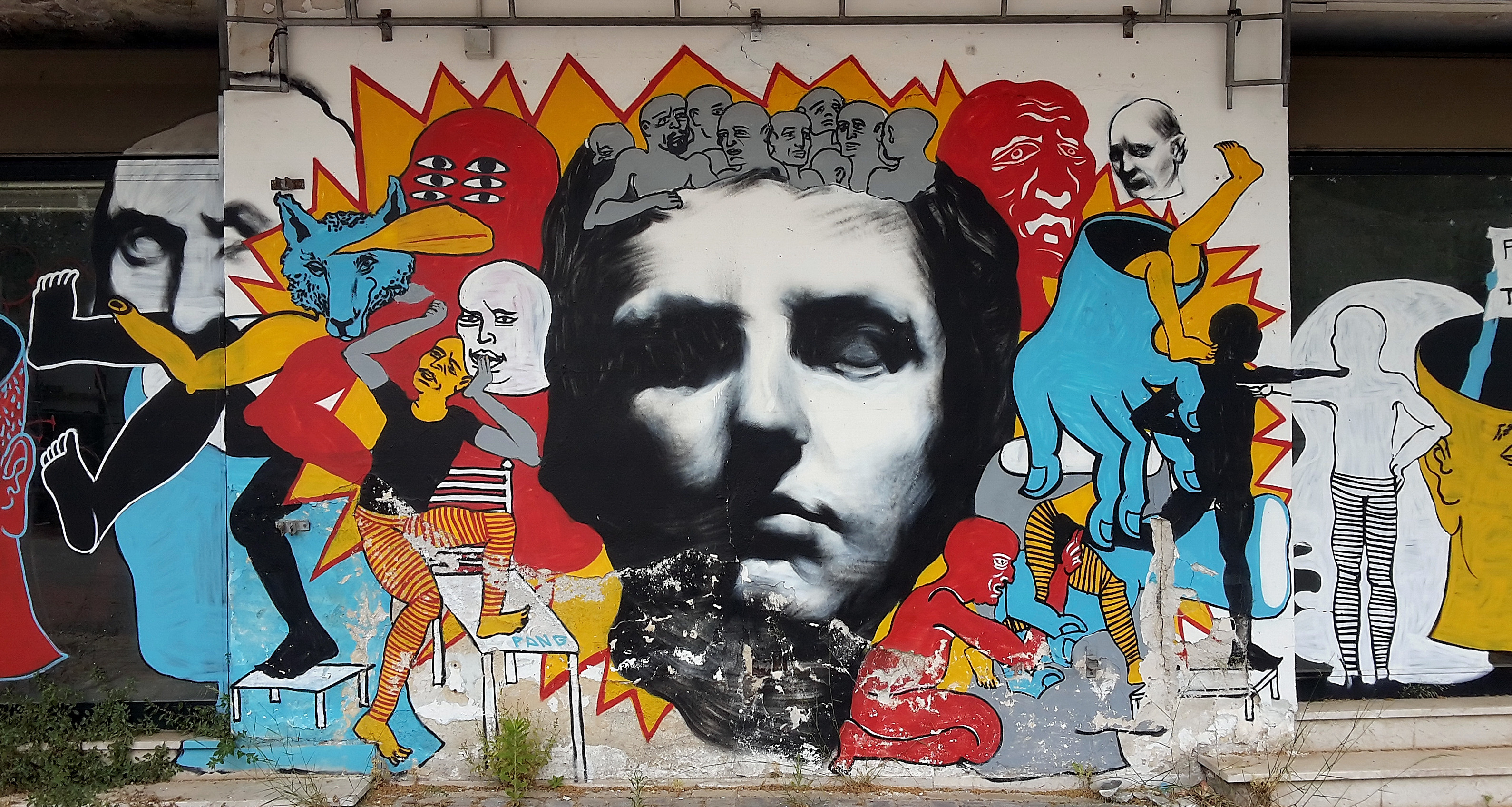
Murales alla Fiera

Nell'ottobre del 1946, per l'inaugurazione della prima edizione della Fiera del Mediterraneo, venne il presidente della nascente Repubblica Italiana Luigi Einaudi ed il Presidente del Consiglio Alcide De Gasperi.
Fin dall'inizio rappresenta il più importante polo espositivo della Sicilia sia per dimensioni che per importanza. Era gestito dall'Ente Autonomo Fiera del Mediterraneo, Ente pubblico della Regione Siciliana.
L'ultimo presidente della Fiera, prima del suo commissariamento e del suo declino, fu il dott. Giambattista Torregrossa, nominato nel 1980. Sino alle sue dimissioni, avvenute nel 1993, il bilancio dell'Ente risultava finanziariamente sostenibile, tuttavia negli anni 2000 la cattiva gestione della Fiera ha portato ad una crisi finanziaria che ha messo fine alle attività dell'Ente Fiera nel 2008. L'intera struttura è passata nel 2012 al Comune di Palermo.
Nel 2015 dopo 7 anni di inattività è stata  nuovamente riaperta, con l'organizzazione che è stata curata da Medifiere, come le successive edizioni che si sono svolte fino al 2019.
Sempre a partire dal 2015 la Fiera ha iniziato ad ospitare il Palermo Comic Convention; questo fino al 2021, anno in cui è stato spostato ai Cantieri Culturali alla Zisa.
Dall'ottobre del 2020 al gennaio del 2023 un'estesa parte della fiera è divenuta sede della Struttura Commissariale Emergenza COVID-19 dell'area metropolitana di Palermo, con il Padiglione 16 adibito a centro direzionale, il Padiglione 20/20A adibito a centro vaccinale e il viale centrale adibito al drive-in per i tamponi.

## Struttura
La Fiera è cresciuta negli anni in maniera assai articolata; all'interno dell'area (originariamente assoggettata ad uso civico, ed adiacente alla Riserva Naturale di Monte Pellegrino) oltre a grandi e capienti padiglioni, sono presenti (nella zona nord, la più antica) alcuni edifici più piccoli risalenti ai primi anni di vita dell'ente, di particolare interesse storico. L'intero quartiere fieristico è esteso per 83 000 m². Attualmente il padiglione più importante è il numero 20, sia per dimensione che per posizione.